# 陈宜禧
陈宜禧（1844年6月22日—1930年5月18日），字畅庭，乳名业富、德添，广东省台山市斗山镇人，是中国近代著名的华侨之一，也是新宁铁路的创办人。

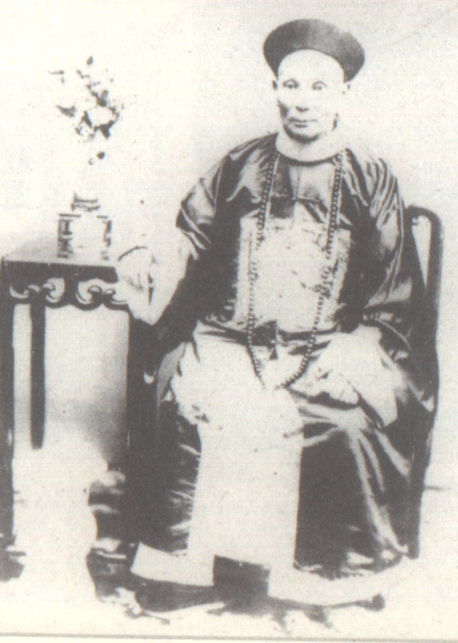
陈宜禧

## 经历

### 早年经历
由于陈家家境贫寒，陈宜禧青年时曾在附近的街道“卖鼓槓”。一次，一位侨民陈宜道见到他准备卖的货物被顽童踢翻，但是他没有与顽童纠缠，而是默默收拾自己的货物；这令陈宜道感到惊讶，觉得“孺子可教也”。在陈宜道的资助下，陈宜禧在1860年启程前往美国，并在西雅圖落脚。最初，他在西雅图的火车站里当清洁工和筑路工。后来，他在一个铁路工程师家中帮佣；在此期间，工程师夫人教他英语，而工程师本人则送他到铁路夜校。

### 在美经历

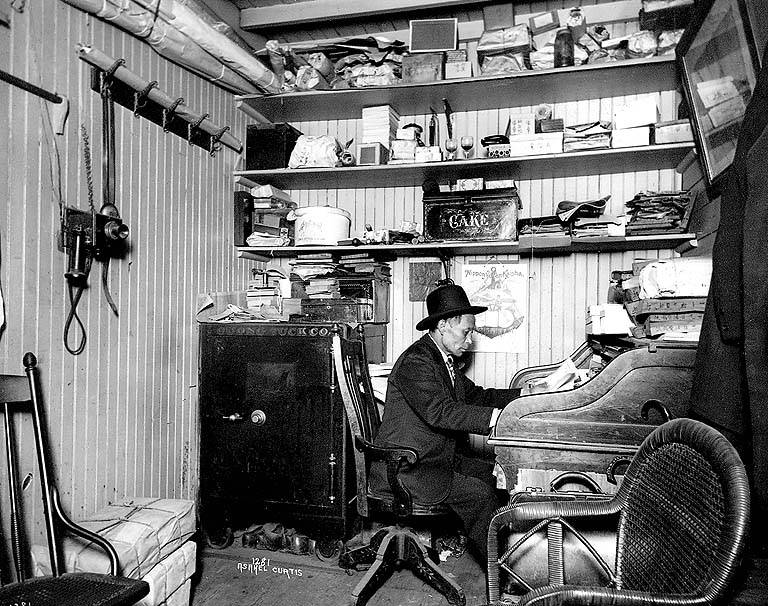
陈宜禧在西雅图

1865年，在美国兴建西部的铁路时，陈宜禧加入了筑路的華工队伍，并在几年后升任管工，不久后又升任助理工程师。一次，筑路华工遭到原住民的袭击，临时住处被纵火烧毁。陈宜禧汇总了华工的损失情况，一方面向铁路公司和美国政府申诉，另一方面打电报要求出使到美国的李鸿章出面向美国政府交涉；最后，联邦政府答应了赔偿的要求，陈也在华工中获得了声誉。在修建太平洋铁路期间，陈宜禧积累了丰富的经验和财富，为他后来修建新宁铁路打下了坚实基础。
太平洋铁路通车后，陈宜禧加入族叔陈程学在西雅图的公司，成了合伙人，开办了西雅图首家华人商店“华昌号”。除了经营从邻埠和外地的杂货批发外，他们还充当华人劳工的中介，使初来乍到的华人能在没有清政府领事馆的情况下获得依靠。
彼时，美国掀起了排华浪潮，针对当地华人的暴力事件迭起；陈宜禧为维护同胞权益，经常向政府交涉，要求增加保护、严惩肇事者，还自费聘请律师来帮助华工主张自己的权益。后来，在美劳工在“金山大火”中损失惨重，陈宜禧马上发起了募捐以救济同胞。1889年，陈宜禧组建广德公司，自任总理，包工承建北太平洋铁路工程，并为工程介绍劳工。在此过程中，他逐渐成为了当地著名的侨领；1896年，当地侨民要求清政府在西雅图设立领事馆，并推举陈宜禧为领事候选人。

### 回国
1904年，已经年过花甲的陈宜禧回到台山。看到美国西部铁路促进沿线城镇发展后，他提出了建设新宁铁路的计划。在筹备铁路前，他曾表示，“愤尔时吾国路权，多握外人之手，乃不忖绵薄，倡筑宁路”。6月，新宁铁路筹备处成立，陈宜禧为总办，余灼为协理。翌年，陈宜禧再次前往美国动员同乡投资新宁铁路；在筹集了150万元后，陈宜禧在半年后回国。1905年10月，新宁铁路公司成立，陈宜禧任总理，余灼任副总理。然而，由于余灼不久后病逝，陈宜禧只能自己来推进筑路的任务。1908年2月18日，陳宜禧派人到茶庵寺接孫中山至牛灣火車站（今新會區罗坑镇芦冲村牛湾渡口）會面。
在筑路的过程中，陈宜禧经常到工地督导，有时还亲自动手干活。一些地方保守势力因为不愿铁路经过，经常阻止工人的施工，而陈宜禧经常会亲自出面协调、宣传和解释，用自己的人格魅力来化解矛盾。经过近15年的坚持，在陈宜禧的领导下，新宁铁路于1920年开通，并成为了当时中国少有由中国人自己完成建设的、由当地乡民筹款商办的铁路。1923年，孙中山的广东军政府要接管该铁路，引发北美地区华侨的公愤，三藩市宁阳会馆发电给北美各埠，要求孙中山政府收回成命。
陈宜禧在近70岁时，还提出了将新宁铁路干线延伸到赤溪镇铜鼓村，和在铜鼓开辟商港的计划（今大广海湾经济区）。这两个计划使陈宜禧被委任为“筹办铜鼓商埠委员”。1925年3月，陈宜禧订出《开设铜鼓商埠简章》，并在1926年春发出了招股意见书，得到当地百姓和华侨的积极响应。
由于新宁铁路公司经营不善，广东省建设厅在1926年派出工作组接管了公司的业务。一开始，陈宜禧表示只要“一息尚存，誓死力争”，拒绝移交总理权力。在当地军队的强行介入下，陈只能被迫交出权利，返乡避居。

### 晚年
在生命的最后时光裡，陈宜禧已精神失常，但仍念念不忘新宁铁路的延长和铜鼓村的开埠计划。1930年5月18日，陈宜禧去世。

## 纪念

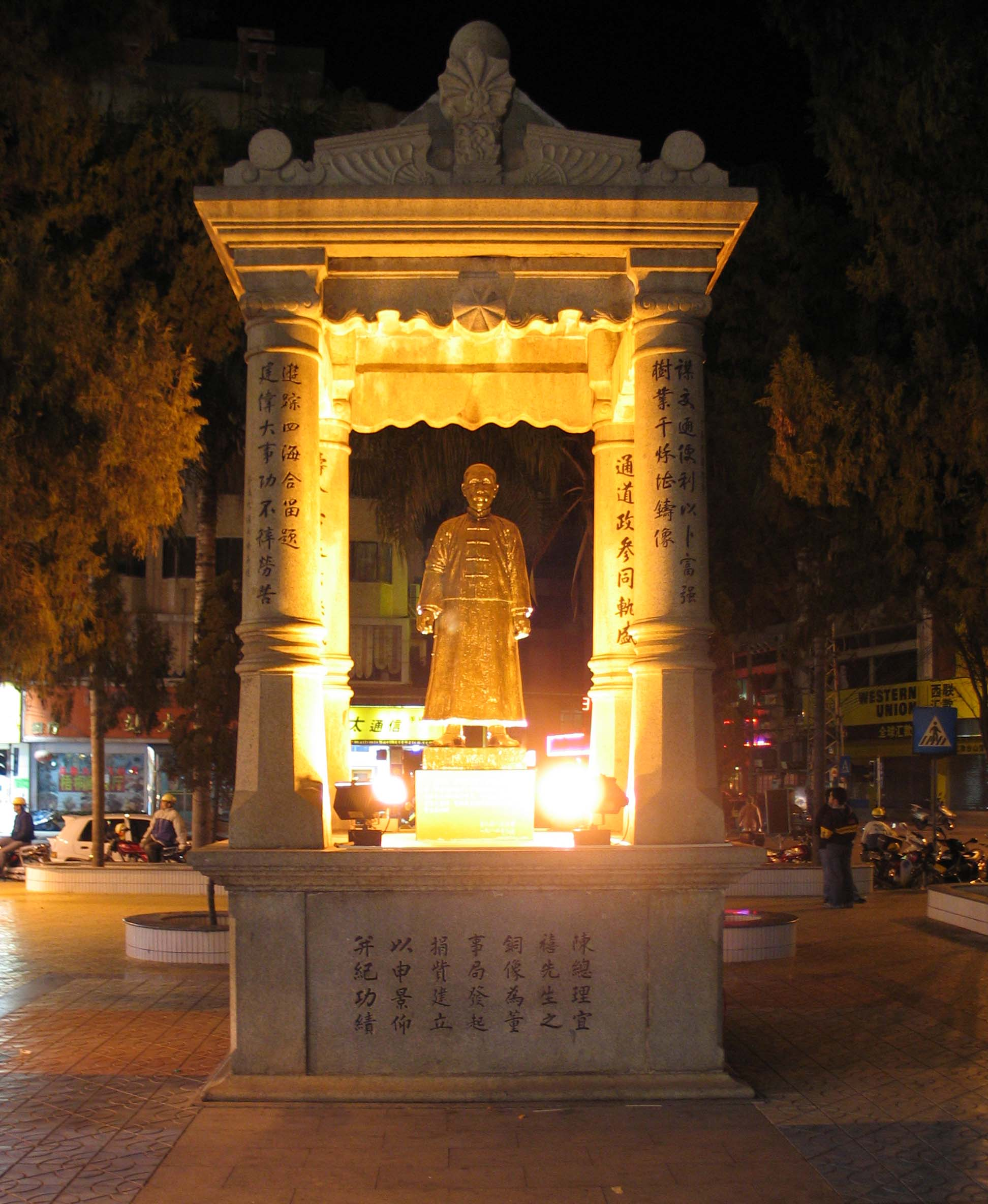
位于宁城车站旁的陈宜禧铜像

陈宜禧出殡之日，送丧的人多达万人；还有人写挽联哀叹：“铜鼓商埠尤未辟，阳江支路竟谁成！”
为表彰陈宜禧先生对新宁铁路和铁路公司的付出，公司海内外股东和台山县各界人士在台城车站广场铸造了陈宜禧铜像及纪念亭，并在白沙支线通车典礼时揭幕。铜像在十年浩劫期间被毁，又在1984年9月26日被重新建立。时任广州参议院议长林森在纪念亭两旁提了一副对联：
|  | 谋交通便利以赴富强，树丛千秋堪铸像； 建伟大事功不辞劳苦，游踪四海合留题。 |

台山市一条纵贯道路被命名为陈宜禧路（台山市台城陈宜禧路）。
台山大广海湾经济区斗山镇建有陈宜禧纪念广场也是当年新宁铁路最南端终点站，广场上树立着一座陈宜禧的塑像，并展示了一个火车头的复原品，重现了新宁铁路火车进站的情景。
位于广东省台山市斗山镇秀墩村委会美塘村的陈宜禧故居 （广东省文物保护单位）。

## 延伸阅读
- . 台山广播电视台.   [2019-04-01]. （原始内容存档于2019-04-01）.
- . 中国侨网.   [2019-04-01]. （原始内容存档于2019-04-01）.